# اوسپور

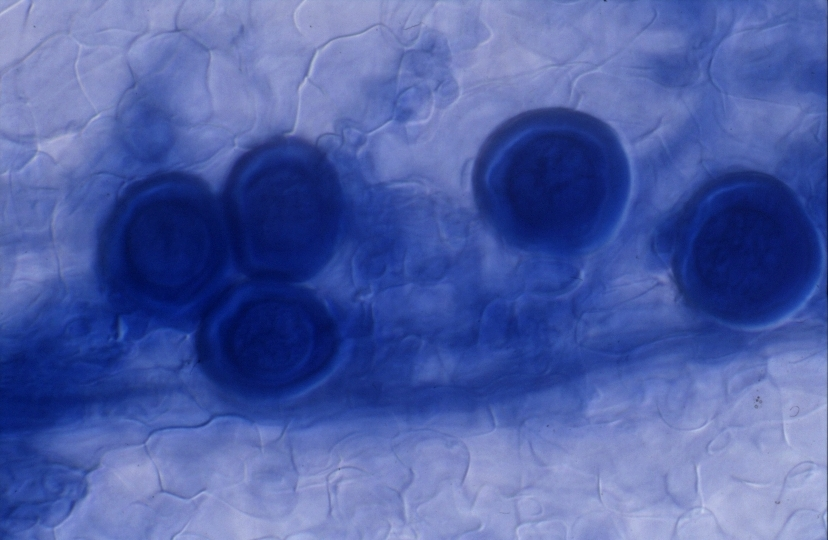
اوسپورهای Hyaloperonospora parasitica، عامل سفیدک کرکی (در وسط)

اوسپور (به انگلیسی: Oospore) یک اسپور جنسی با دیواره کلفت است که از یک تخم بارورشده در برخی جلبک‌ها، قارچ‌ها و اوومیست‌ها ایجاد می‌شود. اعتقاد بر این است که آنها یا از طریق ادغام دو گونه یا تحریک شیمیایی ناشی از میسلیوم تکامل یافته‌اند که سبب تشکیل اوسپور می‌شود.
در اوومیست‌ها، اوسپورها همچنین می‌توانند از تولیدمثل غیرجنسی، توسط نامیختگی ایجاد شوند. این هاگ‌های هاپلوئید و غیرمتحرک محل میوز و کاریوگامی در اوومیست‌ها هستند.
یک اوسپور خفته، زمانی که زیر میکروسکوپ الکترونی دیده می‌شود، پژوهشگران را به این نتیجه رسانده است که تنها یک گوی مرکزی منفرد با اجسام ذخیره‌سازی دیگر پیرامون آن وجود دارد.